# Ласбек
Ласбек (нем. Lasbek) — община в Германии, в земле Шлезвиг-Гольштейн. 
Входит в состав района Штормарн. Подчиняется управлению Бад Ольдеслё-Ланд.  Население составляет 1184 человека (на 31 декабря 2010 года). Занимает площадь 12,4 км².